# Julieta Gandra
Julieta Gandra (Oliveira de Azeméis, 16 de septiembre de 1917 - 8 de octubre de 2007) fue una médica portuguesa, detenida por la Policía Internacional y de Defensa del Estado (PIDE) por apoyar la Independencia de Angola. Fue considerada Prisionera de Conciencia de 1964 por Amnistía Internacional, siendo la primera vez que se concede esta distinción a una persona portuguesa.

## Trayectoria
Nació en Oliveira de Azeméis, el 16 de septiembre de 1917, hija de Aurora Rocha Guimarães Gandra y Mário Gandra. Se licenció en Medicina en Lisboa. Estando aún en la universidad conoció a Ernesto Cochat Osório, natural de Angola. La pareja se casó, tuvo un hijo, Miguel, y a mediados de la década de 1940 abandonó Portugal hacia el territorio colonizado, Angola.

### Angola
En Luanda, Julieta Gandra trabajaba como ginecóloga. Tenía una oficina en el centro de la ciudad, donde pasaba consulta a mujeres de la élite colonial portuguesa blanca, y también atendía, por una tarifa simbólica, a mujeres angoleñas en una modesta oficina en las zonas más pobres de la ciudad. Socialmente se mezcló con muchos de los intelectuales angoleños que fundaron el Movimiento Popular para la Liberación de Angola (MPLA), como Agostinho Neto, Lúcio Lara y Paulo Teixeira Jorge. Durante la campaña electoral presidencial de 1958, en un mitin de apoyo al líder opositor Humberto Delgado, se dirigió, al inicio de su discurso, a las "madres negras".
Fue acusada de conspirar contra la seguridad exterior de Portugal, de ser miembro del Partido Comunista Portugués, de dar dinero al MPLA y de haber invitado a cenar a un miembro del MPLA, fue detenida en agosto de 1959 y recluida en un hospital psiquiátrico en espera de juicio. Fue juzgada, junto a otros acusados, en lo que fue el primer juicio político a nacionalistas angoleños y que pasó a conocerse como el “Proceso de los 50”, por tener la intención de “separar, por medios violentos o ilegales, el territorio de Angola de la patria". No se presentaron pruebas y a su abogado no obtuvo permiso para salir de Lisboa para defenderla en Luanda. Inicialmente fue condenada a un año de prisión, pero esta pena se aumentó a tres años tras la apelación del Gobierno.
Mientras estaba en prisión, una mujer portuguesa, embarazada de seis meses, acudió a las oficinas de la PIDE y exigió que Gandra pudiera seguir controlando su embarazo. Las autoridades acabaron permitiéndolo, por lo que pudo visitar el domicilio de la mujer para dar a luz al bebé, acompañada de guardias de seguridad. Cuando se supo que esto había sucedido, otras mujeres exigieron el mismo apoyo, ya que Gandra era efectivamente la única ginecóloga en Angola en ese momento. Así, se le permitió salir de prisión en varias ocasiones para ayudar en los partos.
Gandra apeló su sentencia de tres años y posteriormente fue enviada de vuelta a Lisboa para ser juzgada, lo que provocó que su sentencia se aumentara a cuatro años, siendo encarcelada en la prisión de Caxias. En este momento, en 1964, fue reconocida como "Prisionera de Conciencia del Año" por Amnistía Internacional. Según esta organización, “no sería posible encontrar mejor ejemplo de un ser humano que, dedicándose a un trabajo pacífico y sin haber practicado ni propugnado nunca el uso de la violencia, ha sido sometido a una brutalidad arbitraria por parte del Estado por sus opiniones. y convicciones”. Amnistía Internacional insistió en comprobar las condiciones de su detención y su salud y presionó al gobierno del Estado Nuevo.

### Prisión en Lisboa
En julio de 1965, fue liberada con el apoyo legal del futuro presidente de Portugal, Mário Soares. Vivió en Lisboa, trabajando como médico en la Rua Manuel da Maia y, durante algún tiempo, contratando a Aida Paula, con quien había compartido celda en la prisión de Caxias. Se convirtió en pionera en la promoción de la píldora anticonceptiva oral en Portugal, argumentando que las mujeres tenían derecho al placer sexual sin ser penalizadas por el embarazo. Esto hizo que las autoridades la vieran una vez más como sospechosa. Además, su casa se convirtió en un punto de encuentro de activistas anticoloniales. Estaba constantemente vigilada por la policía secreta y se dice que un día Gandra regresó a su casa con muchas compras y convenció al agente que estaba en su puerta para que las llevara a su departamento en el cuarto piso. A partir de 1970 convivió con una revolucionaria comunista de la que se había enamorado en prisión, Fernanda de Paiva Tomás.

### Democracia
Después de la Revolución de los Claveles del 25 de abril de 1974, que derrocó al régimen del Estado Nuevo, la casa de Gandra fue el lugar de la primera reunión para planificar la primera manifestación anticolonial en Lisboa. También estuvo presente en la firma del Tratado de Alvor que concedió la independencia a Angola. Posteriormente regresó a Angola, acompañada de Fernanda Tomás, para preparar el independiente Servicio Nacional de Salud de Angola. Sin embargo, por un deterioro de su salud, provocado por un edema pulmonar, tuvo que regresar a Portugal en 1977.
Julieta Gandra falleció el 8 de octubre de 2007, a los 90 años.